# Kazakh (Pferd)
Als Kazakh bezeichnet man eine Gruppe von Pferderassen aus der asiatischen Steppe. Die wichtigsten Varianten der Rasse sind der Adaev, ein Reitpferdetyp, und der Jabe, der eher zur Fleisch- und Milchproduktion gezüchtet wird.
Hintergrundinformationen zur Pferdebewertung und -zucht finden sich unter: Exterieur, Interieur und Pferdezucht.

## Exterieur
Die wichtigsten Merkmale sind großer Kopf, dicker Hals, breiter Körper und tiefe Brust. Der Rücken ist gerade und die Kruppe gut bemuskelt. Die Beine sind korrekt gebaut  und ausreichend stark. Die Haut ist dick und zäh, das Fell braun, dunkelbraun oder fuchsfarben, seltener treten Schimmel und Falben auf.
Hengste haben eine Widerristhöhe von 144 cm, einen Brustumfang von 180 cm und einen Röhrbeinumfang von 19 cm. Stuten haben eine Widerristhöhe von 142 cm, einen Brustumfang von 178 cm und einen Röhrbeinumfang von 18,8 cm.
Im Verhältnis zu ihrer geringen Größe haben die Rassen des Kazakh-Types mit 400–500 kg ein hohes Lebendgewicht. Jabe-Pferde werden als Milch- und Schlachttiere gehalten. Pferde des Adaev-Typs werden eher als Reitpferde gezüchtet, haben einen saubereren Körperbau, einen kleineren Kopf, längeren Hals, geraderen Rücken und einen höheren Widerrist. Aufgrund der wenig systematischen Zucht tauchen aber immer wieder Pferde mit schmaler Brust und zu leichtem Knochenbau auf.

## Interieur
Der Kazakh hat wenig raumgreifende Gänge und einen schwachen Trab. Sie sind aber auch sehr ausdauernd. Der Hengst Zolotnik bewältigte 264 km pro Tag und einige Adaevs schafften 297 km täglich. Jabe-Pferde sind für ihre gute Fleischqualität bekannt und werden schnell fett. Einige Stuten geben bis zu  20 kg Milch beim Handmelken. Pferde vom Adaev-Typ haben eher einen Reitpferdecharakter.

## Zuchtgeschichte
Rassen vom Kazakh-Typ sind schon aus dem 5. Jahrhundert vor Christus bekannt. Seither wurden sie durch verschiedene andere Pferderassen beeinflusst, zu denen der Mongole, der Karabaier, Araber und der Achal-Tekkiner zählen. Im späten 20. Jahrhundert wurden sie durch Englische Vollblüter, Orlow-Traber und den Don veredelt.
Heute werden sie hauptsächlich im Westkasachstan gezüchtet und dort das ganze Jahr über auf der Weide gehalten. In diesem großen Zuchtgebiet haben sie sich in viele Varianten aufgespalten. Die wichtigsten davon sind der Jabe und der Aedav. Der Jabe wurde in den südlichen Distrikten der Region Aktubinsk gezüchtet und verbreitete sich dann im gesamten Kasachstan. Das beste Gestüt ist heute Mugojar.